# Aldo Sensibile
Aldo Sensibile (Lecce, 18 dicembre 1947) è un dirigente sportivo, ex calciatore e allenatore di calcio italiano, di ruolo difensore.

## Biografia
È il padre di Pasquale, a sua volta calciatore e dirigente sportivo, attualmente nello staff dirigenziale del Paris Saint Germain.

## Carriera

### Giocatore
Cresciuto nelle giovanili del Lecce, fa il suo esordio in Serie C a 17 anni, disputando 12 partite nel campionato di Serie C 1964-1965. Nel 1965 viene acquistato dalla Roma, con cui debutta in Serie A il 14 novembre 1965 sul campo del Bologna. Nella stagione successiva diventa titolare nella squadra allenata da Oronzo Pugliese, non convincendo del tutto nel contesto di una squadra indebolita, e a fine stagione passa al Lecco, in Serie B. Nella stagione 1969-1970 viene acquistato dal Brindisi, militante in Serie C; contribuisce alla promozione in cadetteria dei pugliesi nel 1971, rimanendovi fino al 1975, anno nel quale conclude la carriera professionistica.

Sensibile (a destra) al Brindisi nel 1972, assieme al materano Boccolini.

In carriera ha totalizzato complessivamente 30 presenze in Serie A e 134 presenze ed una rete (in occasione del successo interno del Lecco sul Livorno del 5 maggio 1968) in Serie B.

### Allenatore e dirigente
Dopo il ritiro assume il ruolo di vice allenatore nel Lecce guidato da Mimmo Renna (già suo allenatore nel Brindisi) che conquista la promozione in Serie B. Segue poi mister Renna anche nell'avventura di Ascoli, nella stagione che porta i bianconeri nella massima serie, rimanendovi fino al 1979.  Nelle annate successive siede su diverse panchine di Serie C: Civitanovese e Rende, intervallate da una stagione alla Sambenedettese come vice di Nedo Sonetti.
Nel 1985 torna all'Ascoli, per affiancare il direttore tecnico Vujadin Boškov, mentre nella stagione successiva diventa allenatore a tutti gli effetti della formazione marchigiana. A novembre, a causa del cattivo andamento casalingo, viene sostituito da Ilario Castagner, passando a ricoprire il ruolo di direttore sportivo.
Dopo aver guidato in Serie C Forlì, Monopoli e Vis Pesaro, si occupa successivamente delle giovanili di Siena, e nella stagione 1991-1992 viene assunto come osservatore dal Lecce, prima di essere chiamato alla guida della prima squadra salentina nel 1992 per sostituire Albertino Bigon; dopo sei giornate viene esonerato e al suo posto è richiamato Bigon.
Nel 1995-1996 è al Napoli insieme a Vujadin Boškov.
Ha lavorato anche come direttore sportivo per Castel di Sangro (che ha allenato sul finire della stagione 1999-2000) e Brindisi (2008-2009), e come osservatore per il Piacenza, prima di entrare nello staff del Novara nel 2009.
Nel 2011 torna al Brindisi, ancora come direttore sportivo.  Nel 2015 è responsabile area tecnica del Martina Franca

## Statistiche

### Presenze e reti nei club
| Stagione        | Squadra         | Campionato      | Campionato | Campionato | Coppe nazionali | Coppe nazionali | Coppe nazionali | Coppe continentali | Coppe continentali | Coppe continentali | Altre coppe | Altre coppe | Altre coppe | Totale | Totale |
| Stagione        | Squadra         | Comp            | Pres       | Reti       | Comp            | Pres            | Reti            | Comp               | Pres               | Reti               | Comp        | Pres        | Reti        | Pres   | Reti   |
| --------------- | --------------- | --------------- | ---------- | ---------- | --------------- | --------------- | --------------- | ------------------ | ------------------ | ------------------ | ----------- | ----------- | ----------- | ------ | ------ |
| 1964-1965       | Lecce           | C               | 12         | 0          | -               | -               | -               | -                  | -                  | -                  | -           | -           | -           | 12     | 0      |
| 1965-1966       | Roma            | A               | 4          | 0          | CI              | 0               | 0               | CDF                | 0                  | 0                  | -           | -           | -           | 4      | 0      |
| 1966-1967       | Roma            | A               | 26         | 0          | CI              | 0               | 0               | -                  | -                  | -                  | -           | -           | -           | 32     | 8      |
| Totale Roma     | Totale Roma     | Totale Roma     | 30         | 0          |                 | 0               | 0               |                    | 0                  | 0                  |             | -           | -           | 30     | 0      |
| 1967-1968       | Lecco           | B               | 29+1       | 1+0        | CI              | 1               | 0               | -                  | -                  | -                  | -           | -           | -           | 31     | 1      |
| 1968-1969       | Lecco           | B               | 14         | 0          | CI              | 0               | 0               | -                  | -                  | -                  | -           | -           | -           | 14     | 0      |
| Totale Lecco    | Totale Lecco    | Totale Lecco    | 44         | 1          |                 | 1               | 0               |                    | -                  | -                  |             | -           | -           | 45     | 1      |
| 1969-1970       | Brindisi        | C               | 24         | 2          | -               | -               | -               | -                  | -                  | -                  | -           | -           | -           | 24     | 2      |
| 1970-1971       | Brindisi        | C               | 29         | 0          | -               | -               | -               | -                  | -                  | -                  | -           | -           | -           | 29     | 0      |
| 1971-1972       | Brindisi        | C               | 35         | 2          | -               | -               | -               | -                  | -                  | -                  | -           | -           | -           | 34     | 2      |
| 1972-1973       | Brindisi        | B               | 35         | 0          | CI              | 4               | 0               | -                  | -                  | -                  | -           | -           | -           | 38     | 0      |
| 1973-1974       | Brindisi        | B               | 24         | 0          | CI              | 3               | 0               | -                  | -                  | -                  | -           | -           | -           | 27     | 0      |
| 1974-1975       | Brindisi        | B               | 32         | 0          | CI              | 4               | 0               | -                  | -                  | -                  | -           | -           | -           | 36     | 0      |
| Totale Cannes   | Totale Cannes   | Totale Cannes   | 179        | 4          |                 | 11              | 0               |                    | -                  | -                  |             | -           | -           | 190    | 4      |
| Totale carriera | Totale carriera | Totale carriera | 265        | 5          |                 | 12              | 0               |                    | 0                  | 0                  |             | -           | -           | 277    | 5      |

## Palmarès

### Giocatore

#### Competizioni nazionali
- Serie C: 1

Brindisi: 1971-1972

### Allenatore

#### Competizioni nazionali
- Serie B: 1

Ascoli: 1985-1986